# Mieczysław Piotrowski (aktor)
Mieczysław Piotrowski (ur. 1 maja 1912 w Białymstoku, zm. 9 maja 1977 w Warszawie) – polski aktor teatralny.

## Życiorys

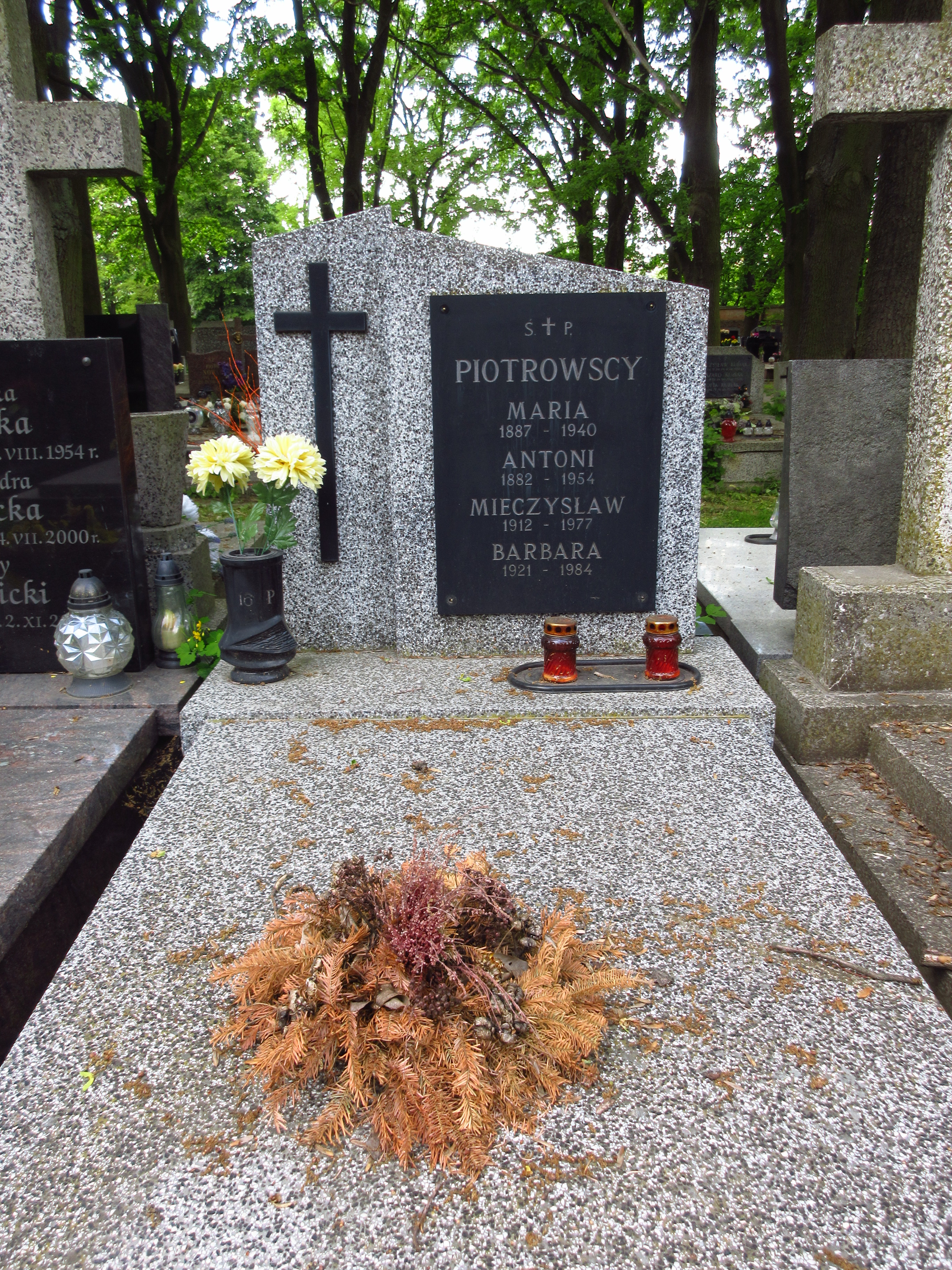
Grób Mieczysława Piotrowskiego na cmentarzu Bródnowskim

Syn Antoniego i Marii z domu Kreżel. Ukończył w rodzinnym mieście gimnazjum, wyjechał do Warszawy, gdzie w 1936 zdał eksternistyczny egzamin aktorski w Państwowym Instytucie Sztuki Teatralnej. Otrzymał angaż w Teatrze Miejskim w Grodnie, występował na scenie i podczas przedstawień objazdowych. Podczas okupacji hitlerowskiej działał w podziemiu, był żołnierzem Armii Krajowej. Po zakończeniu wojny powrócił do Białegostoku i w sezonie 1945/1946 występował w Teatrze Miejskim, przez dwa kolejne sezony był związany z Miejskimi Teatrami Dramatycznymi w Warszawie. W sezonie 1948/1949 ponownie grał w Białymstoku, od 1949 do 1953 był związany z Teatrem Powszechnym w Łodzi. Od maja 1953 przez rok występował w Teatrze Domu Wojska Polskiego w Warszawie, a następne do 1962 w Teatrze Ludowym. W 1964 przeniósł się na dwa lata do Teatru Lubuskiego im Leona Kruczkowskiego w Zielonej Górze, skąd w 1966 przeniósł się do Teatru Zagłębia w Sosnowcu, gdzie grał do 1972. Pochowany na cmentarzu Bródnowskim (kwatera 12P-5-31).